# あやかしごはん
『あやかしごはん』は、Honeybeeより2014年8月29日に発売されたPC用恋愛アドベンチャーゲーム。
ゲームの発売に先駆けて、スピンオフ作品となるシチュエーションCDが発売されている。
2015年10月8日にはPlayStation Vita向けの移植版『あやかしごはん〜おおもりっ！〜』が、同年11月27日には同じくPlayStation Vita向けのファンディスク『あやかしごはん〜おかわりっ！〜』が発売。2025年5月22日には、Nintendo Switch向けの移植版『あやかしごはん ～おおもりっ！～ for S』がエディアより発売された。

## 解説
ヒロイン・凛とあやかし（妖怪）との恋を描いた乙女ゲーム。本作は少女時代編から始まり、その時の選択肢によって『人間編』と『あやかし編』の2つのルートに分岐する。この2つのルートにおける凜の性格は大きく異なり、攻略対象も異なる。『人間編』および『あやかし編』が終了すると、個別ルートおよびバッドエンドへと分岐する。いずれの個別ルートも悲恋エンド・ベストエンド・グッドエンドの3つに分かれている。
また、条件を満たすとおまけシナリオがみられる仕組みになっている。

## あらすじ
父親を亡くし、母子家庭で育ってきた主人公だったが、その母親も亡くなり、独り身になった主人公の前に父方の祖母の知人と言う一人の男性が現れる。その男性はかつて祖母の家で出会った妖狐だった。
引き取り手のいなかった主人公を妖狐が引き取ることとなり、あやかしと人間が共存する「紅葉村（もみじむら）」で主人公は妖狐と7歳になる子供と主人公と同い年くらいの双子の兄弟と暮らすこととなった。さらに主人公は妖狐の経営するごはん処「ぽんぽこりん」の手伝いをすることに。そして、紅葉村で出会った同級生やあやかしたちと交流を深めていくうちに、主人公は恋に落ちていく。

## 登場人物
朱音 凛（あかね りん）※名前のみ変更可能。
声 ‐ 友永朱音
本作の主人公である少女。父亡きあとは放任主義の母親に育てられた。
『人間編』では、薄ノ高校に通う内気な人物として描かれており、他者となるべく関わらないようにしている。
『あやかし編』では素直で明るい人物として描かれており、「ぽんぽこりん」で仕事の手伝いをしている。
犬嶌 謡（いぬしま うた）
声 ‐ 下野紘
左目に眼帯をした狛犬。 口が悪いが、思いやりのある性格。
犬嶌 詠（いぬしま　よみ）
声 ‐ 梶裕貴
謡の双子の弟で、右目に眼帯をしている。物知りだが消極的な人物で、人間嫌い。詩を書くことが好きで、書いてもらっては謡に歌ってもらっている。
伊吹 萩之介（いぶき はぎのすけ）
声 ‐ 水島大宙
神主の息子。あやかしに大きな興味がある割には、あやかしに遭遇したことがなく、あやかしへの理解も不十分。積極的な人物だが、他者と一緒に食事をすることが苦手。
花 蘇芳（はな すおう）
声 ‐ 杉山紀彰
凛の学校に転入してきた猫又。人間嫌いだが、本質はさみしがり屋。また、かなりの寒がりだが、猫又故熱い物は苦手。
芹ケ野 真夏（せりがの まなつ）
声 ‐ 興津和幸
地元の商店の息子。よく「ぽんぽこりん」へ食材を届けに来ており、仕事の後にお茶を一服して吟とおしゃべりするのが楽しみ。
木邑 浅葱（きむら あさぎ）
声 ‐ 石田彰
謎めいた悪戯好きの学生。
狐森 吟（こもり ぎん）
声 ‐ 緑川光
「ぽんぽこりん」の店主である妖狐。おだやかだがつかみどころがない。
狐森 綴（こもり つづり）
声 ‐ 村瀬歩
吟の息子である7歳児で、いつも父親の後ろについてきている。母親は人間。
朱音 スミ（あかね　すみ）
声 ‐ 珠木のぞみ
凜の父方の祖母で、すでに他界している。誰に対しても分け隔てなく接しあやかしに対する偏見がなく、生前吟をて育てていた。
神様（かみさま）
声 ‐ 岸尾だいすけ
紅葉村に祀られている神さま。見た目は少年だが、偉そうな年寄りじみた喋り方をする。

### 人間編サブキャラクター
送り犬
声：滑川洋平
凜を襲った犬のあやかし。
狭霧
声:東條加那子
凜が学校の裏山で出会った絡新婦のあやかし。
鬼
声：柴田大吾
赤い鬼のあやかし。
ケイ
声：蒼井翔太
小川で独り暮らしをする蛍のあやかし。目に布を巻いている。
鵺
声：伊藤栄次
左目に眼帯をしたカラスのあやかし。
桜
声：大橋かおり
古本屋の娘。
景墨
声：阿座上洋平
蘇芳の知人である猫又。
座敷童
声：石原朋典
子どもの姿をしたあやかし。薄ノ高校の文化祭の準備のにぎやかさにつられて学校に来た。
一つ目小僧
声：藤吉浩二
座敷童の知人であるあやかし。

### あやかし編サブキャラクター
月人
声：弓原健史
月にすまうあやかし。かぐや姫に魚を献上すべく、紅葉村を訪れた。
月彦
声：菊池幸利
月にすまうあやかし。
たぬ吉
声：八代拓
狸のあやかし。妹を助けてくれた萩之介への礼として変化を見せたいと思い、兄妹そろって練習に励む。
たぬ恵
声：只野都美子
たぬ吉の妹。
百
声：新田恵海
花のあやかし。世話をしてくれた人間を亡くし、孤独から食欲を失っていた。
ラリー
声：前田邦宏
紅葉村に住まうぬらりひょんで、あやかしたちのご意見番。元気をなくした百を見かねて「ぽんぽこりん」へ連れて行った。
氷雨
声：綾瀬有
雪のあやかし。朔と恋愛関係になる。
朔
声：工藤雅久
真夏の同級生である人間の青年。
紅蓮
声：黒田崇矢
天狗。自分本位で気まぐれな人物。
獏
声：山本格
凜とたびたび出くわす謎のあやかし。
想
声:吉本元喜
美緒に思いをよせる呼子。
美緒
声：織田亜希
紅葉村の住人である女性。声しか聞こえない想に心を寄せている。

## 関連商品

### シチュエーションCD
- あやかしごはん もぐもぐCDシリーズvol.1『謡くんとチキン南蛮もぐもぐCD』（2014年5月30日発売）
- あやかしごはん もぐもぐCDシリーズvol.2『詠くんと肉じゃがもぐもぐCD』（2014年5月30日発売）
- あやかしごはん もぐもぐCDシリーズvol.3『萩之介くんとお弁当もぐもぐCD』（2014年6月27日発売）
- あやかしごはん もぐもぐCDシリーズvol.4『真夏くんと朝ごはんもぐもぐCD』（2014年6月27日発売）
- あやかしごはん もぐもぐCDシリーズvol.5『蘇芳くんとシフォンケーキもぐもぐCD』（2014年7月25日発売）
- あやかしごはん もぐもぐCDシリーズvol.6『浅葱くんとシチューもぐもぐCD』（2014年7月25日発売）
- あやかしごはん もぐもぐCDシリーズvol.7『吟さんと綴くんとハンバーグもぐもぐCD』（2014年8月29日発売）

### サウンドトラック
- あやかしごはん 音楽集（2014年9月26日発売）

### 主題歌
- あやかしごはん 歌曲集（2014年11月28日発売）
- あやかしごはん 歌曲集 其の二（2016年3月25日発売）